# Patrick Pentz
Patrick Pentz (født 2. januar 1997) er en østrigsk professionel fodboldkeeper, som spiller for den danske storklub Brøndby IF og det østriske landshold.

## Klub karriere
Patrick Pentz startede sin karriere i talentfabrikken Red Bull Salzburg hvor han spillede fra alderen 9 til 16. I sin tid i RB Salzburg spillede han kant, men blev i sin sidste tid i klubben omskolet til keeper. Pentz er derfor særligt anerkendt for hans utrolige teknik med bolden på fødderne.
Efter en længere periode hos RB Salzburg skiftede Pentz til en anden østrisk storklub, Austria Wien. Han spillede han i 9 år, først på klubbens 2. hold, inden han i 2016 debuterede for klubbens bedste hold. Det blev til 135 kampe for klubben, inden han i sommeren 2022 skiftede til udlandet og den franske liga på en fri transfer. I samme periode debuterede Pentz også for det østrigske landshold.
Reims, som havde haft en fin sæson året forinden, lokkede den nye landsholdskeeper til klubben. Det blev dog til meget lidt succes, hvorfor han efter blot en enkelt sæson og sølle 7 kampe forlod klubben til fordel for den tyske Bundeliga.
Bayer Leverkusens reservekeeper Andrey Lunev blev skadet, og klubben ledte derfor efter en erstatning, som kunne konkurrere imod den finske keeper Lukáš Hrádecký. Selv sagde Leverkusens sportsdirektør, Simon Rolfes ''Han er en stærk fodboldspiller, har gode reflekser og bringer stor erfaring og kampform med sig. Vi er glade for muligheden, at få en ambitiøs målmand på et højt niveau med kort varsel.'' Til trods for de pæne udtalelser blev det aldrig til debut i Bundesliga-regi. Derfor gik Pentz ind i sommeren 2023's transfervindue med henblik på at finde en ny arbejdsgiver med henblik på deltagelse i EM-2024 slutrunden.
Pentz underskrev en 1-årig lejeaftale Brøndby IF den 18. august 2023, og debuterede imod Vejle BK på udebane 10 dage senere. Brøndby vandt 1-0, og Pentz blev matchvinder ved at redde et straffespark i overtiden. Pentz spillede 27 kampe for Brøndby i 2023/2024 sæsonen med hele 10 cleansheets, hvilket var en delt førsteplads.
Ovenpå Pentz fabelagtige første sæson, lykkedes Brøndby i sommeren 2024 med at købte ham fri af sin aftale med Bayer Leverkusen på en kontrakt frem til sommeren 2028.

## Landsholdskarriere
Pentz debuterede for Østrig i 2022. Han har primært ageret 2.valg på målmandsposten. Men, op til EM-2024, blev Pentz 1.valg efter en skade til deres normale førstekeeper. Han spillede alle 4 kampe, hvor Østrig imponerede stort og vandt deres gruppe over hold som Frankrig, Holland og Polen.